# 喬恩·特里克特

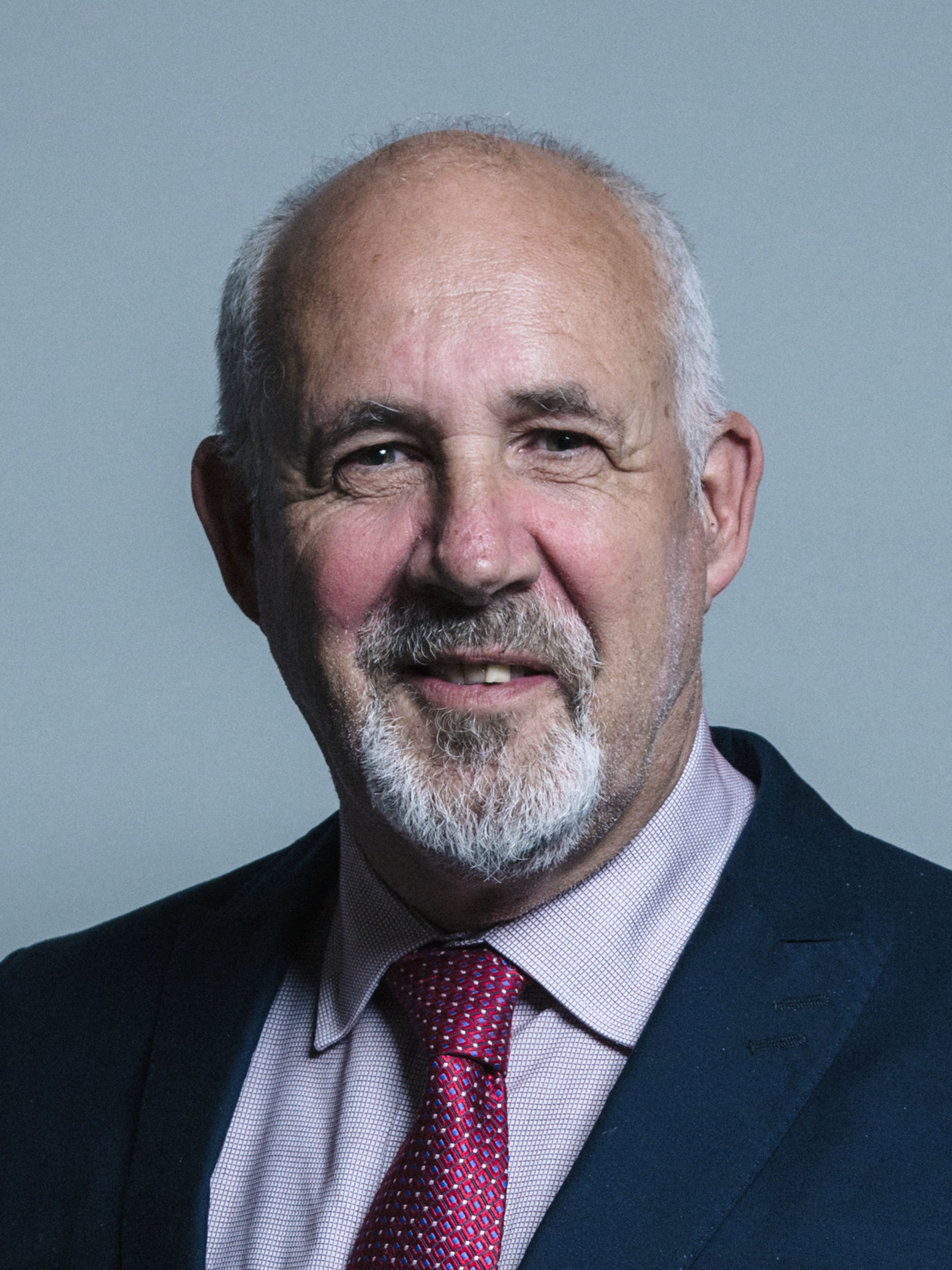

喬恩·特里克特（Jon Trickett，1950年7月2日—）是一位英格蘭政治人物，他的黨籍是工黨。自1996年開始，他擔任赫姆斯沃思選區選出的英國下議院議員。他是36位投票支持傑瑞米·柯賓當選工黨黨首的議員之一。